# Kvitholten
Kvitholten är en kulle i Antarktis. Den ligger i Östantarktis. Norge gör anspråk på området. Toppen på Kvitholten är 1 990 meter över havet.
Terrängen runt Kvitholten är varierad. Trakten är obefolkad. Det finns inga samhällen i närheten. 